# Pavilhão Multiusos de Guimarães
El Pavilhão Multiusos de Guimarães (en español: Pabellón Multiusos de Guimarães; o simplemente Multiusos de Guimarães) es un estadio cubierto de Guimarães, Portugal, usado principalmente para alojar partidos de balonmano, baloncesto y voleibol. Tiene una capacidad total de 7603 plazas y 3592 para deportes. 